# Iyokan
O iyokan (伊予柑), antigamente conhecido como anadomikan (穴門みかん), é uma fruta cítrica japonesa. É a segunda fruta cítrica mais produzida no Japão, atrás apenas da mikan. Ela foi descoberta no período Meiji, na província de Yamaguchi, em 1887. Nos dias de hoje é produzida principalmente na província de Ehime.
Como sua árvore não suporta temperaturas muito baixas, é recomendável que se cultive em regiões mais quentes. Seu fruto normalmente pesa entre 250 e 300 gramas.
A casca é mais grossa que a do mikan, mas mesmo assim pode ser descascada com as mãos. A polpa é um pouco azeda, mas mais doce que a da toronja.